# Pontiac (horloge)

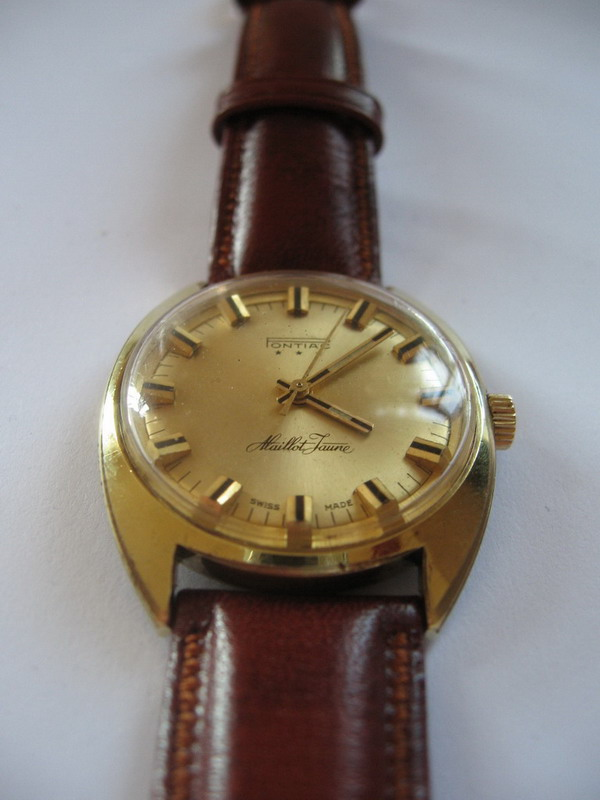
Pontiac Maillot Jaune, vooraanzicht

Pontiac is een horlogemerk uit de eerste helft van de 20e eeuw van de Zwitserse firma Suprécis Watch SA. De horloges werden gemaakt in Biel, Zwitserland. In België en Nederland was het merk eigendom van de importeur. Pontiac maakte voornamelijk mechanische horloges. Het merk verwierf in de jaren 1950 onder andere bekendheid door sponsoring van wielrenner Wim van Est.

## Pontiac-logo
Op de wijzerplaat van Pontiac-horloges staat de merknaam tussen de twaalf-uurpositie en het midden van de wijzerplaat vermeld. De merknaam kan weergegeven worden in kapitalen óf in kapitalen waarbij de 'P' zich uitstrekt over de gehele merknaam.

## Sterrensysteem
Pontiac maakt gebruik van een sterrensysteem om de kwaliteit van het uurwerk aan te duiden. Eén ster staat voor een eenvoudig uurwerk, drie sterren staat voor een kwalitatief beter uurwerk. Deze sterren staan onder de merknaam Pontiac tussen de twaalf-uurpositie en het midden van de wijzerplaat. Op de drie-uurpositie van de wijzerplaat kan een datumaanduiding vermeld staan. Hierbij vervalt de drie-uursaanduiding.
Tussen de zes-uurpositie en het midden van de wijzerplaat staat de naam van het model genoemd. Tussen de vijf- en zeven-uurpositie, tegen de rand van de wijzerplaat, staat Swiss Made vermeld.

## Pontiac-modellen

### Eén ster
- Pontiac Simpatico: een eenvoudig uurwerk met een klassieke, chique uitstraling.

### Twee sterren
- Pontiac Nageur: een waterdicht model van Pontiac. Nageur is Frans voor 'zwemmer'.

### Drie sterren
- Pontiac Hydraulica: een waterdicht model, kwalitatief beter uitgevoerd dan het Nageur-model.
- Pontiac Memodate: een model voorzien van datum weergave op de drie-uurpositie.
- Pontiac Memomatic: een model voorzien van een automatisch uurwerk met datumaanduiding op de drie-uurpositie. Waterdicht en antimagnetisch uurwerk.
- Pontiac Diadatic: een model voorzien van een automatisch uurwerk met dag- (Nederlands/Frans) en datumaanduiding op de drie-uurpositie. Belangrijkste kwalitatief model. Waterdicht en antimagnetisch uurwerk.
- Pontiac Antimagnetique: een model voorzien van een antimagnetisch uurwerk.
- Pontiac Nageur Antimagnetique: een waterdicht model voorzien van chronograaf en antimagnetisch uurwerk.
- Pontiac Maillot Jaune: een model ter gelegenheid van de overwinning van de gele trui in de Tour de France. Dit model is voorzien van een Hydraulica-uurwerk.
- Pontiac Bilomatic: een model met kogellagersysteem, dat door de beweging van de arm waarop het gedragen wordt, het uurwerk continu opwindt. Onder de drie sterren staat ook nog: "GULFSTREAM".
- Pontiac Rappel-O-Bra: een model met mechanisch alarm.
- Pontiac International: een internationaal model.
- Pontiac Simpatico: een model voorzien van datum weergave op de drie-uurpositie.

### Vier sterren
- Pontiac Arc en Ciel: een gouden uitgave voor drager van de regenboogtrui (de wereldkampioen wielrennen).

### Kwarts
Circa vanaf begin jaren tachtig heeft Pontiac ook diverse horloges met een kwartsuurwerk gemaakt.

## Kenmerken
Pontiac-horloges hebben diverse kenmerken.
- Op de wijzerplaat van de meeste modellen staan streepjes in plaats van cijfers.
- Het opwindknopje bevindt zich aan de rechter zijkant van de kast ter hoogte van de drie-uurpositie.[bron?]
- Op het opwindknopje staat in het midden één ster met daarom heen in een boog het woord Pontiac.

## Publicitaire strandspelen
Pontiac was samen met de firma's Apollinaris en Torck organisator van de beroemde strandspelen "De Koningen der Baan/Les Rois du Volant", die gehouden werden aan de Belgische kust in de jaren 1950 en 1960.

## Herlancering merk Pontiac in 2014-2015
Tijdens de jaarlijkse horlogebeurs Orologio werd het merk in 2014 in Autoworld in Brussel weer gelanceerd. Chrono Euro Diffusion (CED) presenteerde een nieuwe Pontiac-collectie bestaande uit 42 modellen, waarvan 29 voor dames en 13 voor heren.

## Fotogalerij

Enkele Pontiac-modellen
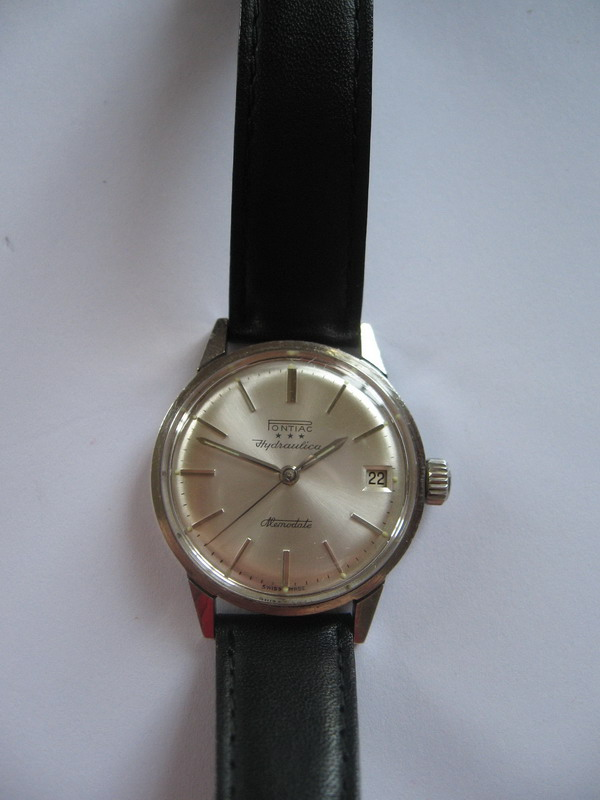
Pontiac Memodate, vooraanzicht
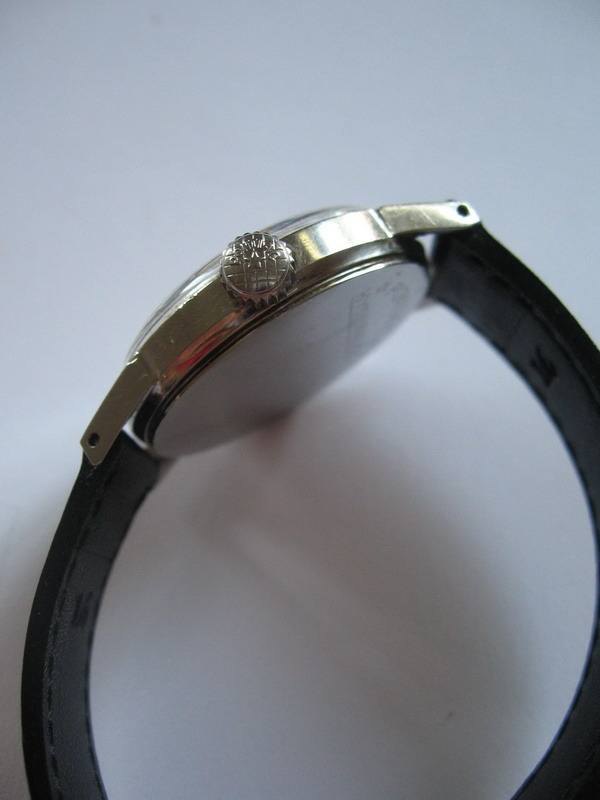
Pontiac Memodate, zijaanzicht
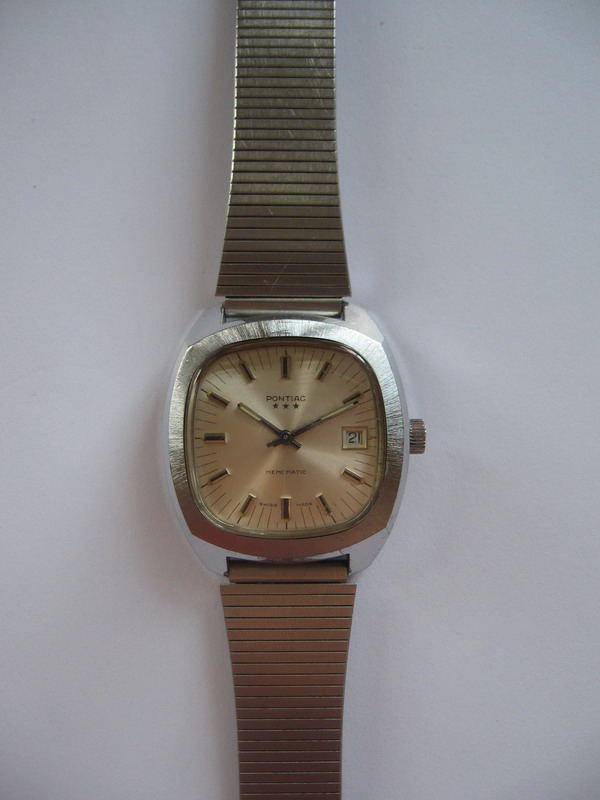
Pontiac Memomatic, vooraanzicht
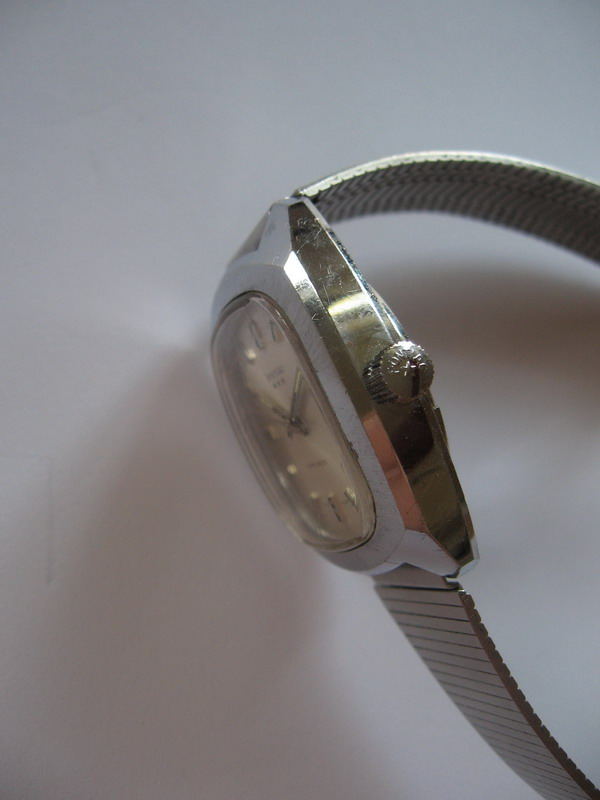
Pontiac Memomatic, zijaanzicht